# Fernando De Napoli
Fernando De Napoli (Chiusano di San Domenico, provincia de Avellino, Italia, 15 de marzo de 1964) es un exfutbolista italiano. Jugó de mediocampista.

## Trayectoria
Crecido en la cantera del U. S. Mirgia de Mercogliano, pasó al Avellino, que lo cedió a préstamo por una temporada al Rimini. En la temporada 1983/84 hizo su debut en Serie A con el Avellino.
Tres años después fue contratado por el Napoli, con el que ganó dos Scudetti, una Copa de Italia, una Copa de la UEFA y una Supercopa de Italia. Junto a Salvatore Bagni formó el eje del mediocampo del Grande Napoli de la época de Maradona.
En 1993 pasó al Milan, donde ganó dos Scudetti, dos Supercopas de Italia, una Copa de Europa y una Supercopa de Europa.
En 1995 fue transferido al Reggiana, donde concluyó su carrera de futbolista en 1997. Hasta 2004 ha sido el team manager del club emiliano.

## Selección nacional
Fue internacional con la selección italiana, en la que disputó 16 partidos con la sub-21 y 54 con la absoluta. Participó en los Mundiales de México 1986 e Italia 1990, y en la Eurocopa Sub-21 de 1986 y la Eurocopa 1988 de Alemania Occidental.

### Participaciones en Copas del Mundo
| Mundial                        | Sede   | Resultado        |
| ------------------------------ | ------ | ---------------- |
| Copa Mundial de Fútbol de 1986 | México | Octavos de final |
| Copa Mundial de Fútbol de 1990 | Italia | Tercer puesto    |

### Participaciones en Eurocopas
| Eurocopa                | Sede                | Resultado  |
| ----------------------- | ------------------- | ---------- |
| Eurocopa Sub-21 de 1986 | Sin sede fija       | Subcampeón |
| Eurocopa 1988           | Alemania Occidental | Semifinal  |

## Clubes
| Club            | País   | Año       |
| --------------- | ------ | --------- |
| Rimini Calcio   | Italia | 1982-1983 |
| U. S. Avellino  | Italia | 1983-1986 |
| S. S. C. Napoli | Italia | 1986-1992 |
| A. C. Milan     | Italia | 1992-1994 |
| A. C. Reggiana  | Italia | 1994-1997 |

## Palmarés

### Campeonatos nacionales
| Título              | Club            | País   | Año     |
| ------------------- | --------------- | ------ | ------- |
| Serie A             | S. S. C. Napoli | Italia | 1986-87 |
| Copa de Italia      | S. S. C. Napoli | Italia | 1986-87 |
| Serie A             | S. S. C. Napoli | Italia | 1989-90 |
| Supercopa de Italia | S. S. C. Napoli | Italia | 1990    |
| Serie A             | A. C. Milan     | Italia | 1992-93 |
| Supercopa de Italia | A. C. Milan     | Italia | 1993    |
| Serie A             | A. C. Milan     | Italia | 1993-94 |
| Supercopa de Italia | A. C. Milan     | Italia | 1994    |

### Copas internacionales
| Título              | Club            | País   | Año     |
| ------------------- | --------------- | ------ | ------- |
| Copa de la UEFA     | S. S. C. Napoli | Italia | 1988-89 |
| Copa de Europa      | A. C. Milan     | Italia | 1993-94 |
| Supercopa de Europa | A. C. Milan     | Italia | 1994    |